# Campeonato Mundial de Xadrez de 1886
O Campeonato Mundial de Xadrez de 1886 foi a primeira edição do Campeonato Mundial de Xadrez sendo disputada por Wilhelm Steinitz e Johannes Zukertort. A competição ocorreu no EUA, sendo as primeiras 5 partidas disputadas em Nova Iorque, as quatro seguintes em St. Louis e a última em Nova Orleans. O vencedor foi Wilhelm Steinitz que venceu por um placar de 10 - 5, vencedo o seu 10º jogo em 20, tendo havido 5 empates.

## Cenário inicial

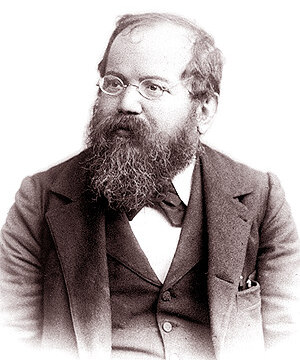
Wilhelm Steinitz, 1ºCampeão do mundo

Anteriormente houve inúmeras partidas entre os enxadristas mais proeminentes do período, o que sugere que a alcunha de campeão mundial já fosse utilizada no meio enxadrístico. No período de 1866 a 1876 Stenitz enfrentou os enxadristas mais fortes da época como Anderssen, Bird, Blackburne e Zukertort, tendo vencido todos. Porém a maioria dos historiadores aceita que a partida de 1886 entre Steinitz e Zukertort foi oficialmente o primeiro campeonato mundial do esporte..

## Preparativos
No torneio de Londres de 1883, uma competição com os quatorze melhores enxadristas numa disputa de todos contra todos, Zukertort vence de maneira convincente ficando a frente de Steinitz, Blackburne e Chigorin. Sob vários aspectos, este evento guarda semelhanças com o Torneio de Candidatos, onde os mais proeminentes enxadristas disputam as duas vagas como os desafiantes do título mundial.
Uma história em comum aos enxadristas relata um incidente que ocorreu no banquete de um torneio, quando o presidente do clube de xadrez St. George propôs um brinde ao Campeão Mundial e Zuketort e Steinitz se levantaram para agradecê-lo. Entretanto existem indícios de que o relato foi romantizado.

## A Partida

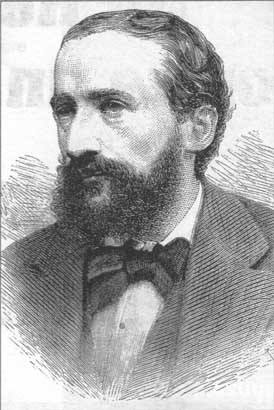
Johannes Zukertort, o desafiante

A partida utilizaria o mesmo relógio que três anos antes e o tempo limite foi determinado em 30 movimentos em duas horas, seguido de outros 15 movimentos em cada hora subsequente. Pela primeira vez na história do xadrez, um tabuleiro de demonstração medindo aproximadamente 1 m² foi empregado para que os espectadores pudessem acompanhar as partidas de seus lugares.
A disputa começou em 11 de Janeiro de 1886, às 14:00h no Cartiers Academy Hall em Nova Iorque. Após os primeiros cinco jogos, a disputa foi para St. Louis para mais quatro partidas. Com o resultado balanceado de 4 vitórias para cada um e um empate, a conclusão ficaria para Nova Orleans. A esta altura do campeonato Zukertort havia dito que estava fisicamente cansado e próximo de um colapso mental enquanto que Steinitz parecia jogar melhor ainda, com um poço interminável de Estamina mental. O jogo final ocorreu no dia 29 de março de 1886 quando Zukertort ofereceu sua resignação e congratulou Steinitz como Campeão Mundial.

## Resultados
| Enxadrista         | 1 | 2 | 3 | 4 | 5 | 6 | 7 | 8 | 9 | 10 | 11 | 12 | 13 | 14 | 15 | 16 | 17 | 18 | 19 | 20 | Vitórias |
| ------------------ | - | - | - | - | - | - | - | - | - | -- | -- | -- | -- | -- | -- | -- | -- | -- | -- | -- | -------- |
| Johannes Zukertort | 0 | 1 | 1 | 1 | 1 | 0 | 0 | = | 0 | =  | 0  | 0  | 1  | =  | =  | 0  | =  | 0  | 0  | 0  | 5        |
| Wilhelm Steinitz   | 1 | 0 | 0 | 0 | 0 | 1 | 1 | = | 1 | =  | 1  | 1  | 0  | =  | =  | 1  | =  | 1  | 1  | 1  | 10       |